# Shigeo Anzai
Shigeo Anzai (安斎 重男, Anzai Shigeo, né en 1939 et mort le 13 août 2020) est en photographe japonais.
Comme peu d'autres photographes, Anzai a documenté l'art au Japon dans son travail. La rétrospective 2007 Anzaï: Personal Photo Archives, 1970-2006 au centre national des Arts de Tokyo a montré pour la première fois une collection sans précédent de 37 ans d'art au Japon. Chroniqueur solitaire, le style discret mais précis d'Anzai englobant des photographies d'art est en lui-même un objet d'art. Il inclut toujours des gens vivants dans ses photographies.